# حوریه فرغلی
حوریه فَرغَلی (۱۸ اکتبر ۱۹۷۶) بازیگر مصری-اماراتی است. از دوران کودکی اشتیاق زیادی به سوارکاری داشت و چندین بار قهرمان شد. او پیش از ورزش سوارکاری که از طریق آن جوایز محلی و بین‌المللی زیادی را کسب کرده است، مدیریت بازرگانی را در یکی از دانشگاه‌های بریتانیا خواند. او پس از بازگشت از لندن تصمیم گرفت یک مرکز زیبایی افتتاح کند که در آن مشتریان زیادی داشت. یوسف شاهین یکی از مشتریان او بود. به او پیشنهاد ورود به عرصهٔ هنری داد و به او توصیه کرد بازیگری را بیاموزد. از آن هنگام در آثار سینمایی و سریال‌های زیادی شرکت کرده است.

## زندگی و پیشه
حوریه فرغلی متولد ۱۸ اکتبر ۱۹۷۶ در امارات متحده عربی است و ملیت اماراتی در کنار مصری را دارد. از خانواده‌ای مرفه برآمده. پدر و مادرش تنها ۴۸ ساعت پس از تولد او از هم جدا شدند و پدرش یک جراح معروف در کویت است. او از زمان تولدش پدر و مادرش را با هم ندیده است و اولین بار در سال ۲۰۰۲ در سن ۲۶ سالگی پدرش در زندگی او ظاهر شد و با وجود اینکه جراح مشهوری بود، در دوران بحران سلامتی او در کنار او نبود. مدرک لیسانس مدیریت بازرگانی را از بریتانیا گرفت و سپس به امارات بازگشت. او در مسابقات ملکهٔ زیبایی مصر در سال ۲۰۰۲ شرکت کرد و عنوان آن را به دست آورد. اما پس از به دست آوردنش، آن را به رقیب خود، نور السمری واگذار کرد، چرا که این منصب مستلزم تمام وقت و تلاش‌های پیاپی بود و او نمی‌توانست.
هنگامی که پس از تکمیل تحصیلات خود از لندن بازگشت، تصمیم گرفت در زمینهٔ زیبایی شروع به کار کند و یک مرکز زیبایی افتتاح کند. این مرکز دروازهٔ ورود او به عرصهٔ هنر بود، چرا که دستیار کارگردان یوسف شاهین یکی از مشتریان او بود و به او پیشنهاد ورود به عرصهٔ هنری داد. فرغلی از این ایده استقبال کرد و با یوسف شاهین آشنا شد که به او توصیه کرد بازیگری را یاد بگیرد و وارد دنیای فیلم شود. فرغلی پذیرفت. او اولین گام‌های هنری خود را در سال ۲۰۱۰ با فیلم «با من صحبت کن، متشکرم» (به عربی: كلمني شكراً) ساختهٔ کارگردان خالد یوسف، شاگرد یوسف شاهین، آغاز کرد. غاده عبدالرازق و عمرو عبدالجلیل بازیگران این فیلم بودند. او یک سال در مدرسهٔ سینمایی مروه جبریل در رشتهٔ بازیگری تحصیل کرد و در آنجا اصول بازیگری آمریکایی را آموخت.
در سال ۲۰۱۱ در سریال «خیابان‌های پشتی» (به عربی: الشوارع الخلفية) شرکت کرد. نقش‌هایش از دختر مردمی تا اشرافی متفاوت بود. او سریال‌های دیگری ارائه کرد از جمله «دَوَران شبرا» (به عربی: دوران شبرا) (۲۰۱۱) و «حالت جی» (به عربی: الحالة ج) (۲۰۱۷) را ارائه کرد. او در سریال «قصه‌های دختران» (به عربی: حكايات بنات) (۲۰۱۲) با بازیگر اردنی صبا مبارک و دینا الشربینی شرکت کرد که به موفقیت بزرگی دست یافت. در سریال‌های «سیدنا السید» (۲۰۱۲)، «بدون ذکر نام» (۲۰۱۳) و «دکتر زنان» (۲۰۱۴) نیز حضور داشت. او همچنین در سریال «ساحرهٔ جنوب» (۲۰۱۵) شرکت کرد که با موفقیت زیادی همراه بود. سپس در سریال‌های «پادشاهی کولیان» (۲۰۱۹)، «روزگار ۲» (۲۰۲۲) و سریال رادیویی «آدم و حوریه» در سال ۲۰۲۲ نقش آفرید.
نقش‌هایی که حوریه فرغلی بازی کرد، از راقصه در «کف القمر» تا اشراف‌زاده در بسیاری از آثارش، تا یک زن صعیدی، متفاوت بود. با وجود جنجال‌هایی که پیرامون فیلم و نقش او به وجود آمد که بسیاری از منتقدان آن را جسورانه توصیف کردند، فیلم «با من صحبت کن، متشکرم» دلیل شهرت اوست. او همچنین فیلم‌های زیادی از جمله «واکنش» (۲۰۱۲)، «رؤیای دلنشین» (۲۰۱۲)، «عکاس کشته‌شده» (۲۰۱۲)، «دلِ شیر» (۲۰۱۳) با هنرمندی محمد رمضان، «قشاق» (۲۰۱۳)، «نظریهٔ عمه‌ام» (۲۰۱۳)، «دکور» (۲۰۱۴) بازی کرد، علاوه بر فیلم‌های «سالم: پدر خواهرش» (۲۰۱۴)، «یک کیلو بامیه» (۲۰۱۵) و «زایمان القایی»(۲۰۱۸).

## زندگی شخصی
بیشتر عمر خود را بین امارات و لندن گذراند. به استعدادها و علایق فراوانش معروف بود و در چند زمینه مهارت دارد. او عاشق اسب و سوارکاری است و جوایز زیادی در این رشته کسب کرد. ثروت خود ر از موفقیت‌هایش در ورزش سوارکاری قبل از ورود به دنیای بازیگری گردآورده که در آن رشته جوایز و مسابقات قهرمانی را به دست آورد. جایی که بیشتر به آن سفر می‌کند، لندن است. یک مزرعه اسب آنجا دارد و این شغل دوم اوست. همچنین عضو فدراسیون سوارکاری لندن است.
او با مردی از خانواده‌ای سرشناس در کویت داستان عاشقانه‌ای داشت که نامزدش یک روز قبل از عروسی در یک سانحهٔ رانندگی جان خود را از دست داد که بر وضعیت روحی او تأثیر زیادی گذاشت. در آن زمان او ۲۲ ساله بود. که باعث شد او دچار افسردگی شدید شود و از آن زمان مجرد باقی مانده است. اگرچه او با اصرار مادرش تجربهٔ ازدواج با فردی خارج از جامعهٔ هنری را دارد. با این حال، این ازدواج او تنها سه ماه به طول انجامید و از آن ازدواج ابراز پشیمانی کرد که آن را «اشتباه» توصیف کرد.
او در جریان مسابقهٔ سوارکاری دچار سانحه شد. روزی در حالی که سوار بر اسب بود، از دو گربه که در زمین بازی جلوی اسب با هم می‌جنگیدند، غافلگیر شد. این امر اسب را گیج و وحشت‌زده کرد و باعث شد که از پشت به زمین بیفتد. اسب روی او افتاد و از روی او دوید و باعث شکستگی کامل بینی و کمرش شد. فرغلی وارد درگیری‌هایی با بیماری‌های جسمی و ترمیم، جراحی زیبایی و درمان شد. بلافاصله پس از این اتفاق، تحت درمان قرار گرفت و برای بازگرداندن حالت طبیعی بینی به پزشک متخصص مراجعه کرد اما باعث شد حس بویایی خود را از دست بدهد. او هزینه‌های درمان خود را برای مصدومیت خود بیان کرد و گفت که این هزینه گران بوده و هزینه جراحی‌هایی که انجام داده بیش از ۴ و نیم میلیون پوند مصری یا تقریباً ۳۰۰ هزار دلار آمریکا در آن زمان بوده است. فرغلی از مشکلات عدیده‌ای در خصوص بینی و به‌طور کلی چهره‌اش رنج می‌برد. از آن روز، او عمل‌های زیادی انجام داده و تعداد عمل‌های انجام شده را به بیش از ۱۷ رساند که آخرین آن در سال ۲۰۲۳ بود. حوریه فرغلی همچنین تحت عمل جراحی برداشتن رحم خود قرار گرفته و گفته است وجود آن بر زندگی وی تأثیر منفی می‌گذارد و سلامت عمومی بدنش را به خطر می‌اندازد. او گفت که مجبور به انجام این عمل شده است اما از سرنوشت خود کاملاً راضی است. به خصوص اینکه آسیب به رحم او ناشی از یک عامل ژنتیکی در خانواده او بوده است، زیرا خواهر و مادربزرگش نیز همین عمل را انجام داده‌اند.
حوریه فرغلی فاش کرد که دو کودک با نیازهای ویژه را به فرزندی پذیرفته است و این مصادف با ارائهٔ سریال «چرا نه» ی او بود که خواستار حمایت از پدیدهٔ حمایت از کودکان بی سرپرست و افراد با نیازهای ویژه است. او اظهار داشت که از آنها در خانهٔ خود میزبانی نمی‌کند. او تأیید کرد که سال‌ها است که آنها را تأمین می‌کند و مسئولیت کامل آنها را بر عهده دارد و مشتاق است هر از چند گاهی از آنها دیدن کند.